# Bergrothomyia
Bergrothomyia es un género de dípteros nematóceros perteneciente a la familia Limoniidae. Es originario de Australia.

## Especies
- Contiene las siguientes especies:
- B. diemenensis Alexander, 1928
- B. rostrifera (Skuse, 1890)
- B. tregellasi Alexander, 1931